# Lasiambia
Lasiambia là một chi ruồi trong họ Chloropidae.